# NPO-gebouw
Het NPO-gebouw is een gebouw op het Media Park, het media-bedrijventerrein in de Nederlandse plaats Hilversum. Het gebouw is op 29 juni 1981 in gebruik genomen onder de naam het Filmcentrum en is een ontwerp van architect Jan H. van der Zee, die ook het Studiocentrum, Mediacentrum (voormalig hoofdgebouw van de NOS) en de zendmast net ten noorden van het Media Park heeft ontworpen.
In de periode tussen 1961 en 1981 werden op het Omroepkwartier in Hilversum de gebouwen van de NTS en later de NOS gebouwd. Als eerste het "Muziekpaviljoen", een ontwerp van architect Piet Elling. Daarna kwam het Studiocentrum dat door Jan H. van der Zee is ontworpen. 
Het Filmcentrum dat als Fase 4B werd gebouwd op het Omroepkwartier kwam in de plaats van de "Ambachtsschool" in Bussum waar tot 1981 alle programma's van de Nederlandse omroepen werden gemonteerd. In de periode dat het Filmcentrum werd gebouwd werden vrijwel alle programma's nog gemonteerd op film, vandaar de naam Filmcentrum. 
Tegenwoordig zetelt in het pand de directie van de NPO. De ingang van het NPO-gebouw is de NPO Peperbus waar tevens NPO 3FM en vroeger NPO Radio 6 zich bevinden. Ook de afdeling Access Services waar TT888 Ondertiteling onder valt zit in dit gebouw gehuisvest. Het NPO-gebouw is verbonden met het aangrenzende NOS-gebouw waar de redacties en televisiestudio's van de NOS zich bevinden.

In het gebouw zĳn ook de radiostudio's van NPO Radio 1, NPO Radio 2, NPO Klassiek en NPO Radio 5 gevestigd alsmede de radio-eindregies; hierdoor delen de radiostations de noodstroomvoorzieningen, beveiliging en andere faciliteiten waardoor kosten worden bespaard. Dit vormt sinds 29 oktober 2019 het NPO Radiohuis.